# Bonniers folkbibliotek
Bonniers folkbibliotek var en del av Bonniers förlagsverksamhet som inriktade sig på att ge ut serier med billiga böcker. Bonniers folkbibliotek startades på 1940-talet, inspirerat av veckotidningen Folket i Bilds stora framgångar med sin bokserie med billighetsböcker.